# Nekrásovskaya (Krasnodar)
Nekrásovskaya (del ruso: Некра́совская) es una stanitsa del raión de Ust-Labinsk del krai de Krasnodar, en Rusia. Está situada en la orilla derecha del río Labá, que hace aquí de frontera entre el krai y la república de Adiguesia, frente a Pustosiolov, 9 km al sureste de Ust-Labinsk y 58 km al nordeste de Krasnodar, la capital del krai.  Tenía 4 838 habitantes en 2010
Es cabeza del municipio Nekrásovskoye, al que pertenecen asimismo Zarechni, Ogoniok, Kubanski y Kadujin.

## Historia
El origen de la localidad se remonta a la construcción de un fuerte por parte de cosacos del Don, exiliados de su tierra tras la derrota de la rebelión de Bulavin de 1708. Se establecieron en territorio adigué dependiente de la Sublime Puerta. Parte de la población emigró a Dobrudja, en la actual Rumanía, aunque quedaba parte de esta población original cuando las tropas rusas llegaron al aul adigué durante la Guerra del Cáucaso. 
La stanitsa fue fundada en 1843 en el marco de la construcción de una nueva línea defensiva a lo largo del curso del río Labá, que fue poblada por los habitantes de las stanitsas fundadas casi medio siglo antes en el Kubán. A finales del siglo XIX contaba con 5 812 habitantes. Hasta 1920 pertenecía al otdel de Maikop del óblast de Kubán.